# Omphalea megacarpa
Omphalea megacarpa là một loài thực vật có hoa trong họ Đại kích. Loài này được Hemsl. mô tả khoa học đầu tiên năm 1897.